# Mitchel S. Berger
Mitchel Stuart Berger (Miami Beach, 1 de janeiro de 1953) é um neurocirurgião estadunidense, professor da Universidade da Califórnia em São Francisco.
Berger foi um jogador de futebol americano na juventude, celebrou sucessos no futebol universitário com o Harvard Crimson e quase chegou ao time profissional do Chicago Bears, não fosse por uma lesão no joelho. Berger obteve um grau de bacharel da Universidade Harvard em 1974 e um M.D. da Universidade de Miami em 1979. Sua especialização e atividades intensivas de pesquisa ocorreram na Universidade da Califórnia em São Francisco (UCSF), interrompidas por uma estadia de pesquisa no Hospital for Sick Children da Universidade de Toronto. A partir de 1986 foi professor na Universidade de Washington e, desde 1997, está na UCSF, onde é (situação em 2018) Berthold and Belle N. Guggenhime Distinguished Professor in Neurological Surgery e diretor do Brain Tumor Research Center.
Mitchel Berger está principalmente preocupado com o tratamento de tumores cerebrais em crianças e adultos e com o tratamento da epilepsia em pacientes com tumores cerebrais. É considerado um especialista em mapeamento intraoperatório do cérebro para evitar perdas funcionais desnecessárias para o paciente em decorrência da operação.
Em 2012 foi presidente da American Association of Neurological Surgeons e, em 2015, da American Academy of Neurological Surgery. Em 2017 recebeu um doutorado honorário da Universidade de Tessália. Em 2018 foi agraciado com a Medalha Fedor Krause da Deutsche Gesellschaft für Neurochirurgie.